# Cécile La Grenade
Cécile La Grenade, född 1952, blev generalguvernör i Grenada 2013.